# Chrysometa nigroventris
Chrysometa nigroventris är en spindelart som först beskrevs av Eugen von Keyserling 1879.  Chrysometa nigroventris ingår i släktet Chrysometa och familjen käkspindlar. Inga underarter finns listade i Catalogue of Life.